# Andrea Albani
Andrea Albani foi uma atriz espanhola nascida no dia 13 de outubro de 1960 em Barcelona, Catalunha, Espanha. Seu nome verdadeiro era Eulalia Espinet Borrás.

## Biografia
Pouco se sabe a respeito de sua vida na infância e adolescência. Sabe-se que ela jogou basquete na adolescência, praticou natação no estilo borboleta e que saiu de casa aos 15 anos. No entanto, ela estreou no cinema em 1980 com o filme 'Las alumnas de Madame Olga', de José Ramón Larraz, em um papel não creditado.
Foi com o já clássico 'La caliente niña Julieta' (1981), do veterano diretor Ignacio F. Iquino, que Andrea tornou-se famosa em toda a Espanha, visto que esse filme foi um dos maiores êxitos da história do cinema daquele país. Com Iquino Andrea voltaria a trabalhar em outros três filmes: 'La desnuda chica del relax' (1981), 'Jóvenes amiguitas buscan placer'(1982) e 'Esas chicas tan pu...' (1982). No ano seguinte, ela iniciaria uma parceria de cinco filmes com outro grande diretor, Alfonso Bálcazar, iniciando com 'Julieta' (ou 'Las lesbianas y la caliente niña Julieta') e seguindo com 'Las viciosas y la menor', 'Colegialas lesbianas y el placer de pervertir', 'La ingenua, la lesbiana y el travesti' e 'El marqués, la menor y el travesti'. Nesses filmes, de forte conteúdo erótico, ela geralmente interpretava papéis de lésbicas.
Todas essas obras fazem parte de um fenômeno conhecido como 'destape', que invadiu o cinema espanhol após a morte de Francisco Franco e a conseqüente queda da censura. Esse movimento durou até 1984, quando os filmes pornôs foram liberados, o que fez com que ficasse praticamente impossível fazer filmes eróticos com mais conteúdo.
Em 1983 e 1984, Andrea estrelou dois filmes bastante polêmicos, 'El pico' e 'El pico II', ambos dirigidos por Eloy de la Iglesia. 'El pico' é um filme que se passa em Bilbau no início dos anos 80 e que trata fundamentalmente do vício da heroína e, em menor medida, sobre o conflito basco.
Eloy de la Iglesia soube retratar con notável realismo a imersão de dois jovens no 'caballo' (gíria que designa a heroína), uma droga que durante esses anos causou estragos na sociedade espanhola, de tal forma que os índices de delinquência associados a ela se situaram entre os mais altos do mundo. 'El Pico II seguiu o mesmo estilo.
Muitos dos atores que atuaram nesses filmes morreram de overdose, a exemplo de José Luis Manzano, o protagonista. Infelizmente, com Andrea (no filme ela está creditada como Lali Espinet) também aconteceu o mesmo. No entanto, permanece um mistério a data exata de sua morte. Em sites como o http://toreteyvaquilla.tusblog.com, aparece que ela morreu de overdose em 1988, três anos depois de ter sido presa acusada de ligação com o tráfico de drogas. Já em sites como o imdb.com aparece sua data de morte como sendo 18 de janeiro de 1994. No fórum do site www.bloodyplanet.com aparece uma importante discussão acerca da vida de Andrea, em que se conclui que ela morreu mesmo em 1994, em Barcelona. Também é importante acessar o site http://www.findagrave.com.
Frase:
"Pues que jugaba al baloncesto en el Juventud, que hacía natación estilo mariposa y lo dejé porque se me ponían muy anchas las espaldas, que me fui de casa a los quince años, que soy barriobajera de Poble sec. que trabajaba de dependienta, y un día leí un anuncio y me presenté, me preguntaron si me quería desnudar, me miraron bien los dientes, me tení el pelo de rubio, y que más te voy a contar, que luego he hecho "Gamiani", con Ismael González; "La vendedora de ropa interior", con Germán Lorente, y pronto la segunda parte de "Julieta", y que más te voy a contar que me gustaría hacer teatro, y voy a estudiar fonologia, declamación, expresión corporal, porque yo soy tímida, y eso que hablo mucho y trasnocho más, siempre que no ruedo, mis orejas no están nada mal, y qué más te voy a contar..."

## Filmografia
1- El pico II (1984) (as Lali Espinet) .... Betty
2- Héctor, el estigma del miedo (1984) (as Lali Espinet)
3- No me toques el pito que me irrito (1983)
4- El pico (1983) (as Lali Espinet) .... Betty
5- Agítese antes de usarla (1983) (as Laly Espinet) .... Elisa
6- El hombre del pito mágico (1983)
7- El marqués, la menor y el travesti (1983)
8- La ingenua, la lesbiana y el travesti (1983)
9- Colegialas lesbianas y el placer de pervertir (1983)
10- Las viciosas y la menor (1983) .... Pris
11- Julieta (1983) .... Julieta
12- Esas chicas tan pu... (1982) .... Sol
13- Jóvenes amiguitas buscan placer (1982) .... Julieta
14- Los violadores (1982) (as Sally Sullivan) .... Babsy
15- La vendedora de ropa interior (1982) .... Rosa
16- Al sur del edén (1982)
17- En busca del polvo perdido (1982) .... Berta
18- Una virgen para Calígula (1982) .... Virguita
19- Gamiani (1981)
20- La desnuda chica del relax (1981)
21- La caliente niña Julieta (1981) .... Julietta Santigosa
22- Neumonía erótica y pasota (1981)
23- Perversión en el paraíso (1981)
24- Las alumnas de madame Olga (1980) (uncredited)